# 烏塞爾卡夫金字塔
烏塞爾卡夫金字塔（英語：Pyramid of Userkaf）是位於埃及塞加拉（Saqqara）的一座金字塔，為埃及第五王朝法老烏塞爾卡夫的陵墓，位於左塞爾階梯金字塔的北方。金字塔由碎石和碎石核心建造而成，現已毀壞，類似於薩卡拉沙漠中的錐形山丘。它在當地被稱為El-Haram el-Maharbish，即「石頭堆」，直到19世紀被西方考古學家認定為皇家金字塔。
該建築群在大小、建築和位置上與第四王朝（公元前 2613-2494 年）建造的金字塔明顯不同，位於薩卡拉而不是吉薩高原。因此，烏塞爾卡夫金字塔的金字塔可能是第4和第5朝代之間發生的王權意識形態深刻變化的體現，在建造1200多年後，金字塔建築群在拉美西斯二世時期得到修復。並在更晚的賽特時期（公元前 664-525 年）被用作墓地。
烏塞爾卡夫金字塔的入口，於1831 年由意大利埃及古物學家奧拉齊奧·馬魯基（Orazio Marucchi）發現。

## 外部連結
- Userkaf's pyramid complex （页面存档备份，存于）
- The Ancient Egypt Website: The Pyramid Complex of Userkaf  （页面存档备份，存于）
- Touregypt: The Pyramid Complex of Userkaf （页面存档备份，存于）
- Pictures of Userkaf's pyramid complex （页面存档备份，存于）
- Reliefs from Userkaf's mortuary temple （页面存档备份，存于）